# Decolya roseopicta
Decolya roseopicta är en insektsart som beskrevs av Boris Petrovich Uvarov 1927. Decolya roseopicta ingår i släktet Decolya och familjen vårtbitare. Inga underarter finns listade i Catalogue of Life.